# Hemerocampa pseudotsugata
Hemerocampa pseudotsugata är en fjärilsart som beskrevs av Mcdunnough 1921. Hemerocampa pseudotsugata ingår i släktet Hemerocampa och familjen tofsspinnare. Inga underarter finns listade i Catalogue of Life.

## Bildgalleri

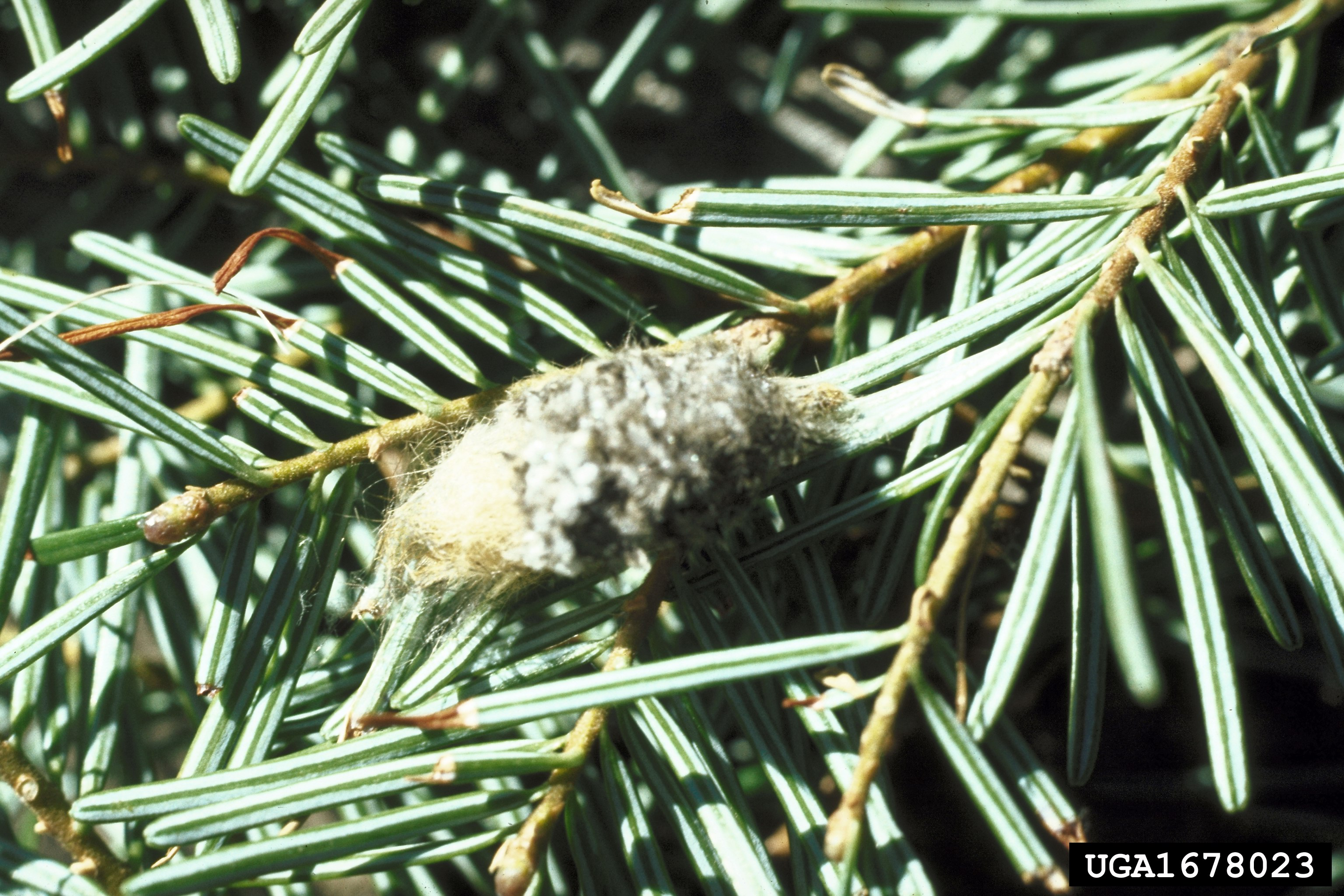
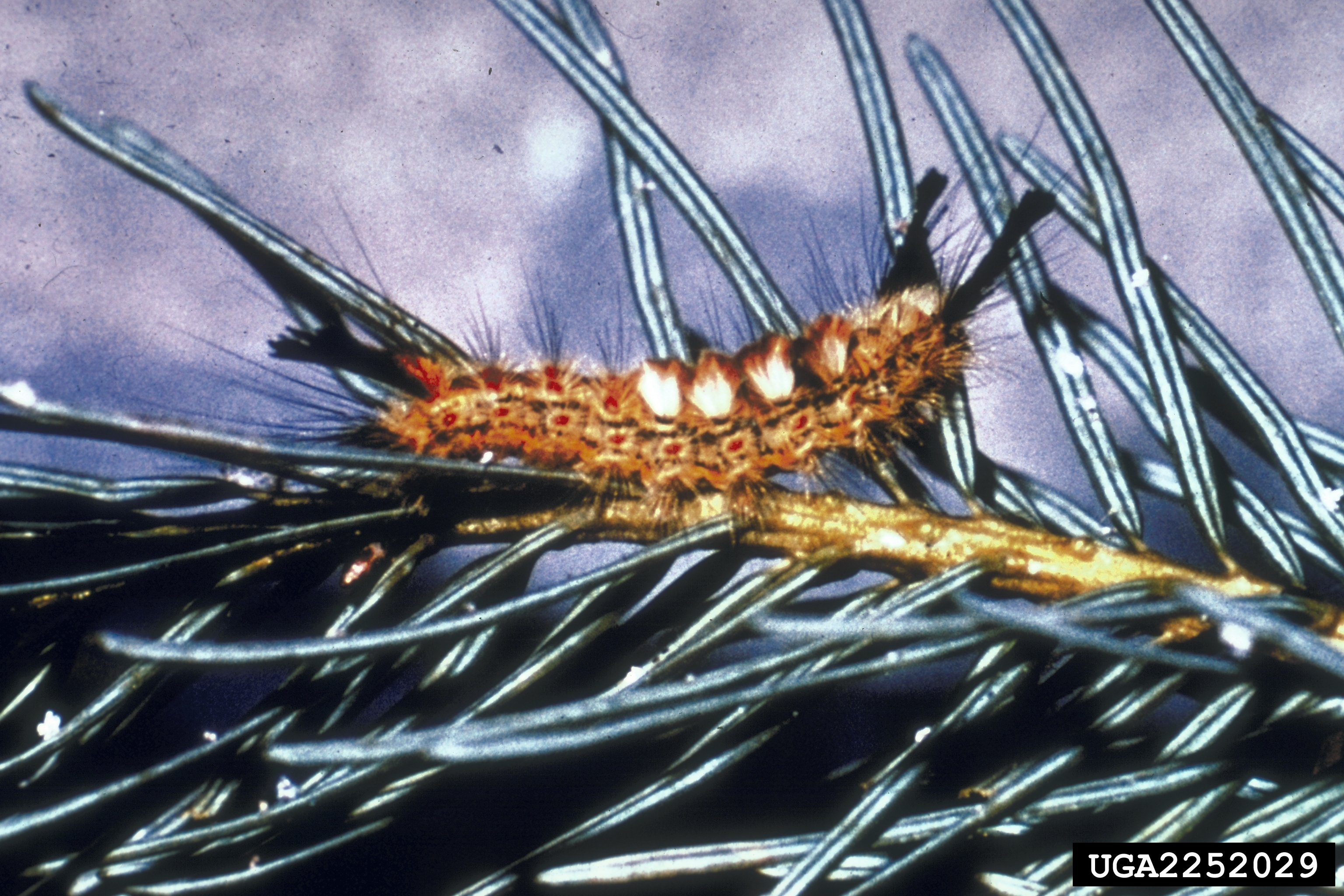
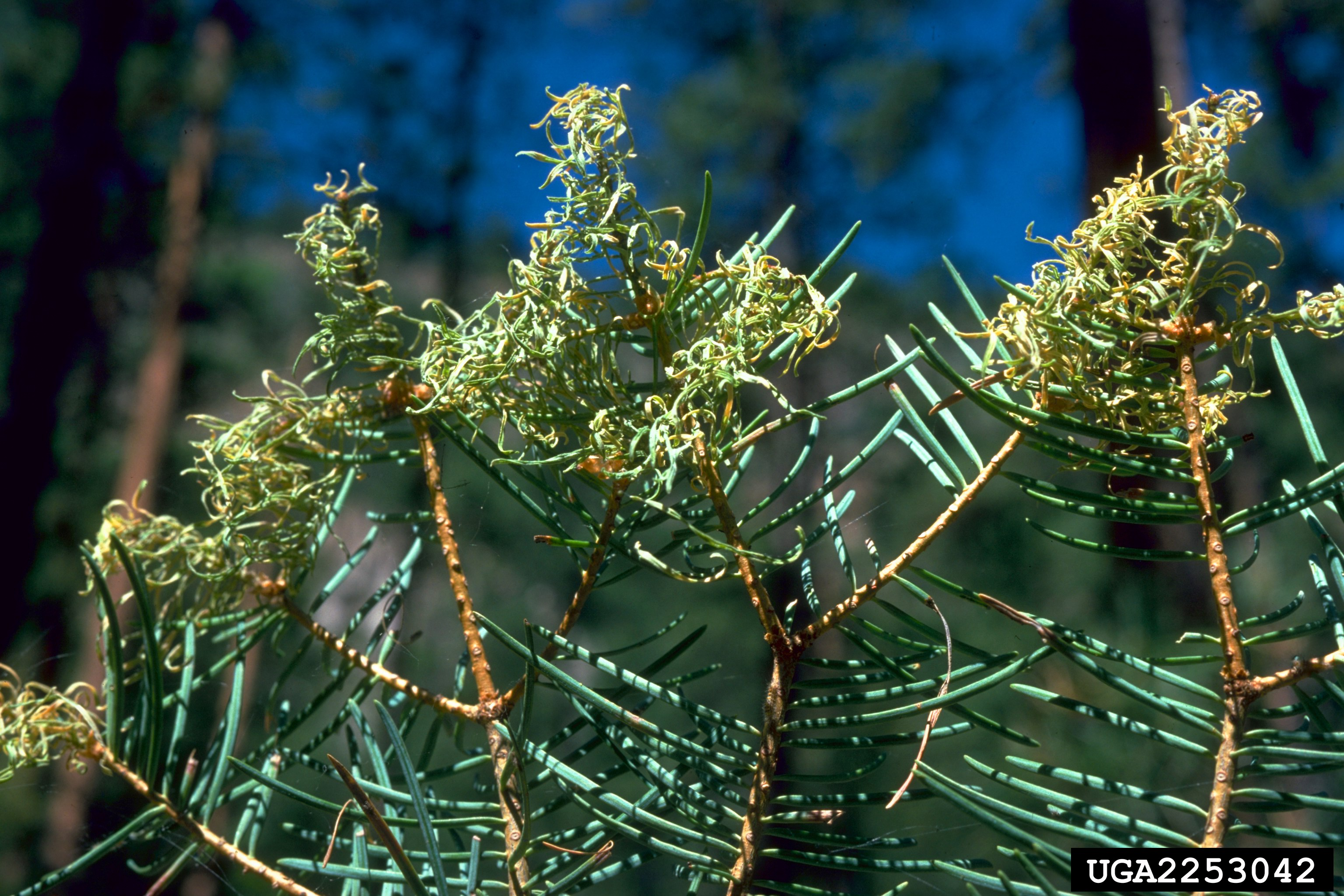
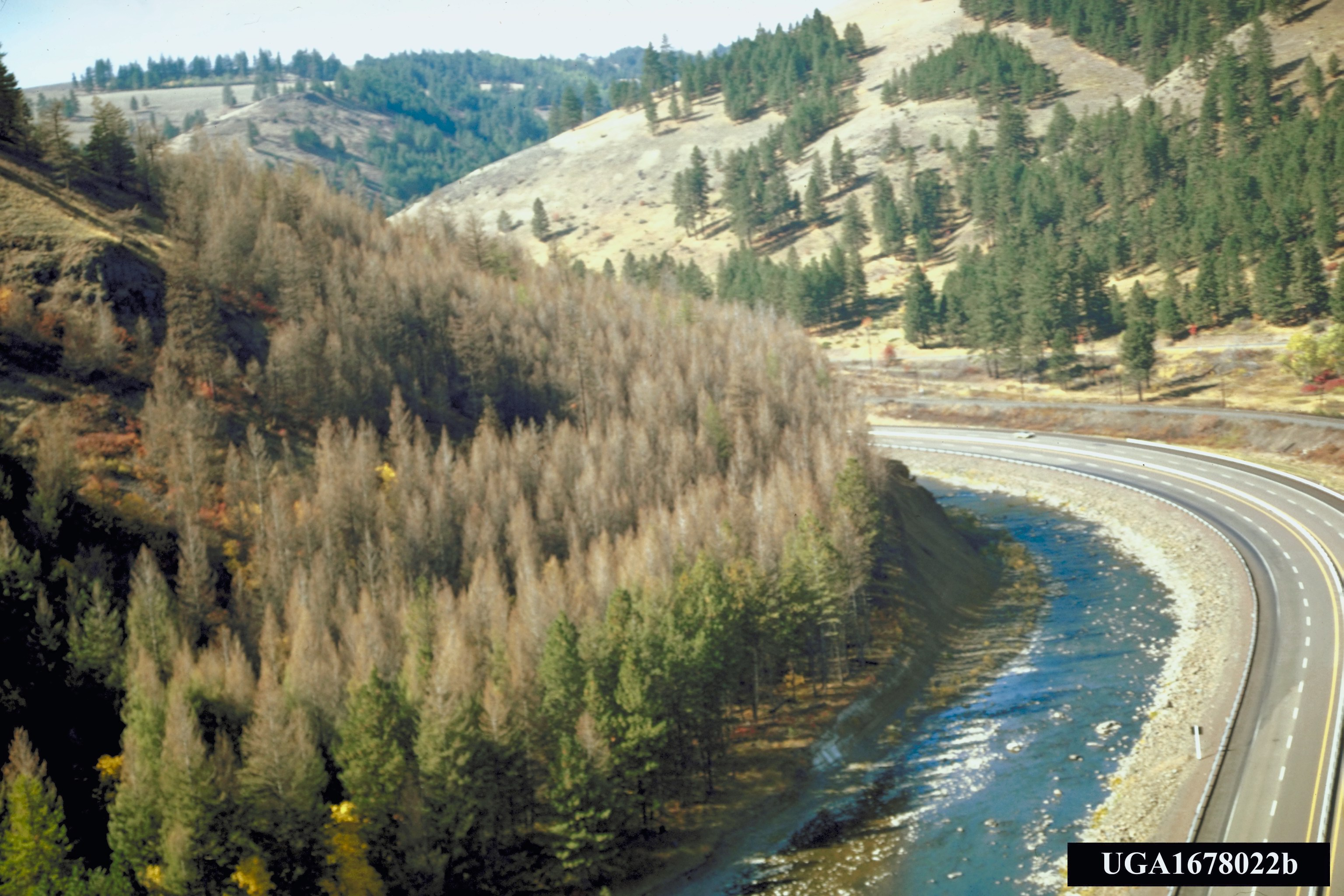
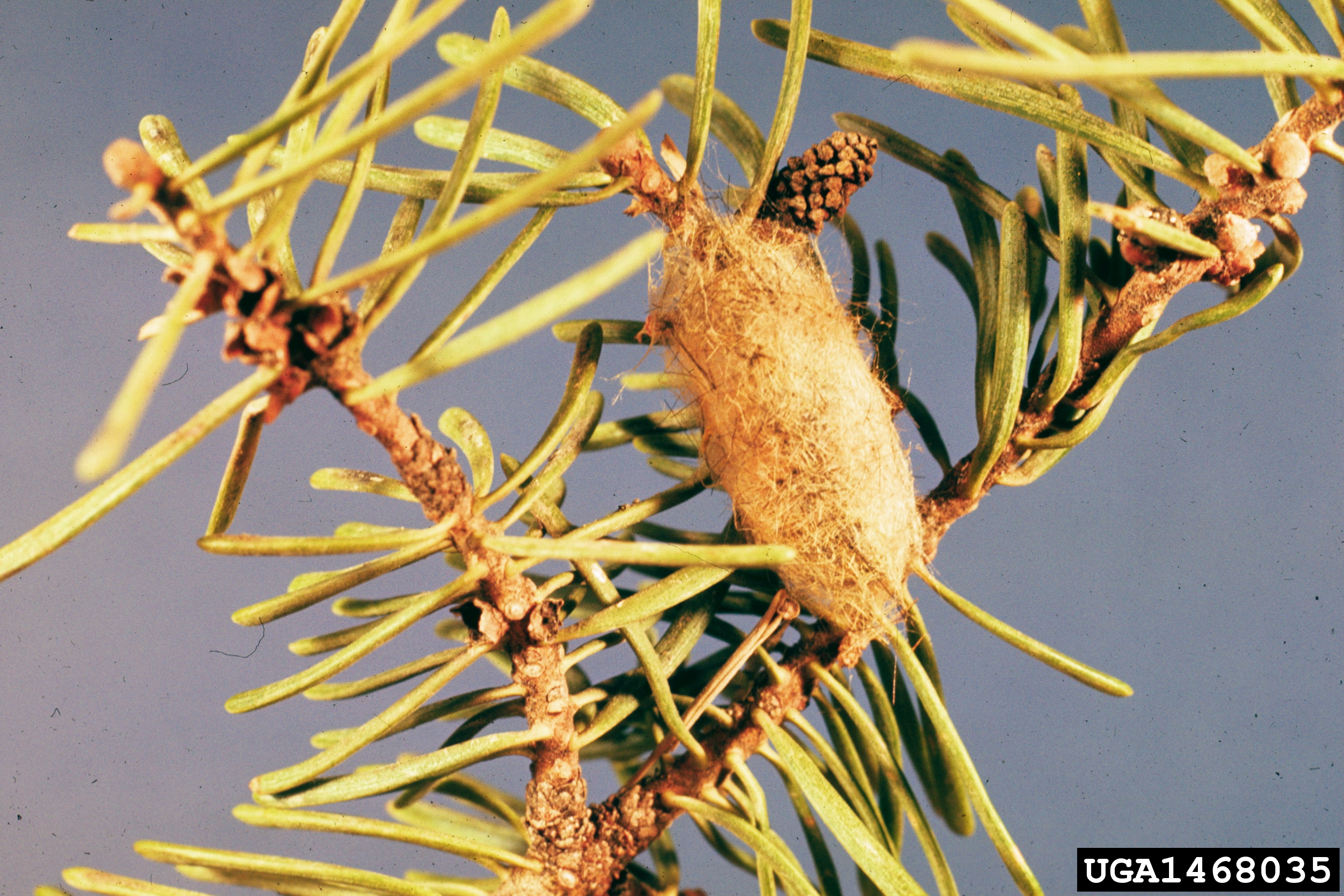
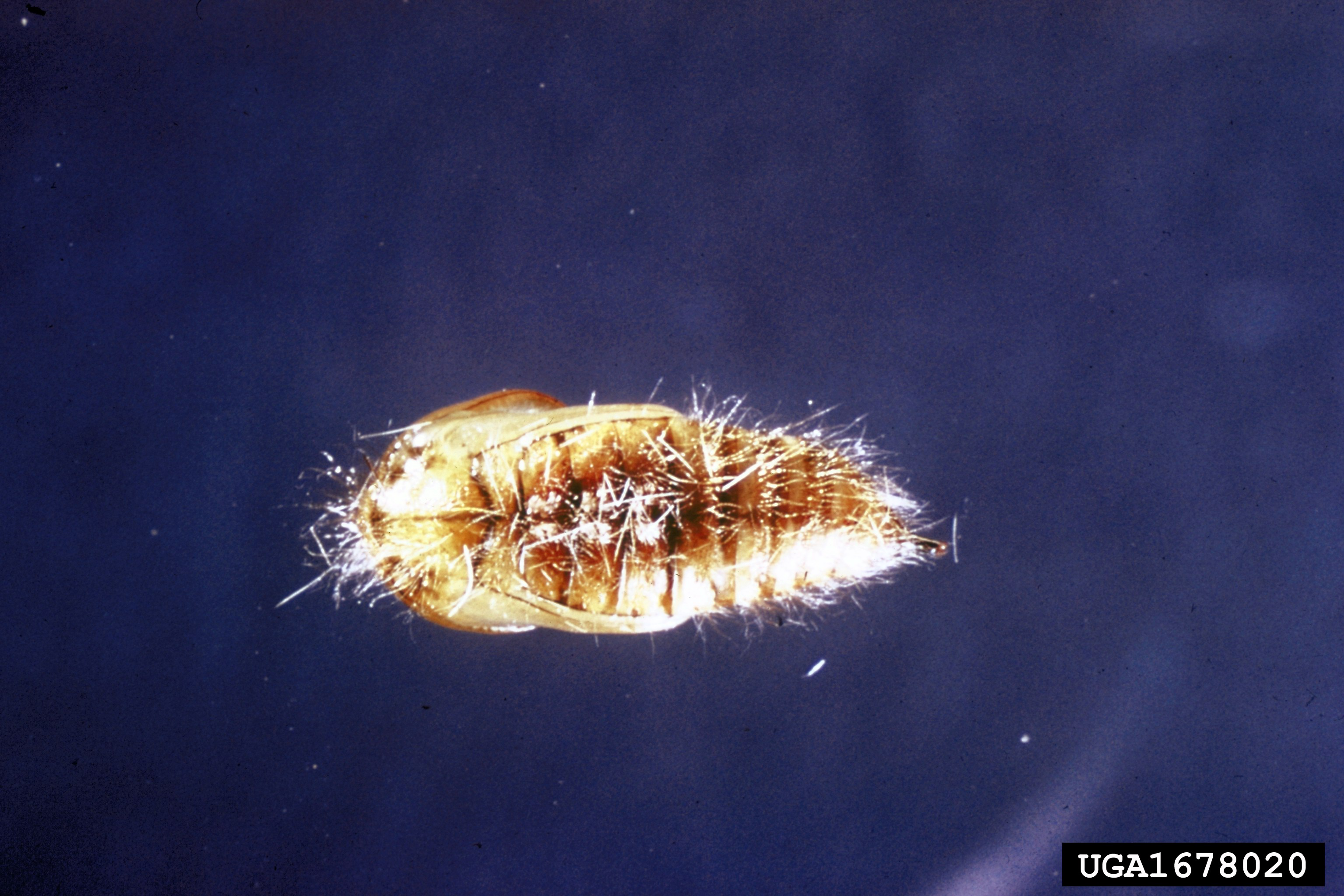